# إفجكان (بني قطون)
إفجكان هو دُوَّار يقع بجماعة رأس الماء، إقليم الناظور، جهة الشرق في المملكة المغربية. ينتمي الدوّار لمشيخة بني قطون التي تضم 3 دواوير. يقدر عدد سكانه بـ 455 نسمة حسب الإحصاء الرسمي للسكان والسكنى لسنة 2004.

## روابط خارجية
- البوابة الوطنية للجماعات الترابية
- المندوبية السامية للتخطيط